# Naboo
Naboo är en fiktiv planet i Star Wars. Det är en lugn och fridfull planet som består till största delen av orörda skogar och ängar. På land bebos Naboo av de natur- och fredsälskande naboofolket och deras drottning Jamilla, och under ytan ligger stora städer, som Otoh Gunga. Naboo människor har ett val monarkin och upprätthålla en fredlig kultur som förespråkas av utbildning, konst, miljöskydd och vetenskapliga resultat. I Star Wars: Episod I - Det mörka hotet blir Naboo belägrat av Handelsfederationen. Genom samarbete lyckas nabooanerna och gunganerna med hjälp av Qui-Gon Jinn och hans padawan Obi-Wan Kenobi slå tillbaka federationens attack.
Naboos huvudstad heter Theed och där ligger palatset som Jamilla bor i och som senator Padmé Amidala bodde i då hon var drottning. I sjöstaden på Naboo bor Padmé Amidalas familj Naberrie.
Otoh Gunga är gunganernas huvudstad och även Jar Jar Binks, Kapten Tarpals och Boss Nass hemstad. Otoh Gunga är en undervattensstad, bestående av hundratals zoobubblor, bebodd av tusentals gunganer men även av Kaaduer. När Handelsfederationen anfaller Otoh Gunga flyr gunganerna till sin heliga plats, och tar sedan tillbaka staden.

### Fotnoter
1. ↑  ”Nytt Star Wars-museum för filmnördar”. Svenska dagbladet. 3 februari 2015. http://www.svd.se/nytt-star-wars-museum-for-filmnordar#sida-10. Läst 5 december 2015.
2. ↑  ”J J Abrams vill döda Jar Jar Binks”. Svenska dagbladet. 7 maj 2015. http://www.svd.se/j-j-abrams-vill-doda-jar-jar-binks. Läst 4 december 2015.